# باوان كومار
باوان كومار (12 مايو 1995 - ) هو لاعب كرة قدم هندي في مركز الدفاع. شارك مع منتخب الهند تحت 20 سنة لكرة القدم. أما مع النوادي، فقد لعب مع نادي سالغاوكار.

## وصلات خارجية
- باوان كومار على موقع قاعدة بيانات كرة القدم.إي يو (الإنجليزية)
- باوان كومار على موقع Soccerway.com (الإنجليزية)